# William Henry
William Henry (n. 12 decembrie 1774, Manchester, Regatul Marii Britanii – d. 2 septembrie 1836, Pendlebury⁠(d), Anglia, Regatul Unit al Marii Britanii și Irlandei) a fost un chimist englez cunoscut mai ales pentru formularea legii privind solubilitatea gazelor în lichide (legea lui Henry).

## Legături externe
- Lee, Sidney, ed. (1891). „Henry, William (1774-1836)”. Dictionary of National Biography. 26. London: Smith, Elder & Co.
- Thornber, Craig. „Thomas Henry, FRS and his son William Henry, MD, FRS, GS”.